# Сапонара
Сапонара (итал. Saponara) је насеље у Италији у округу Месина, региону Сицилија.
Према процени из 2011. у насељу је живело 1473 становника. Насеље се налази на надморској висини од 163 м.

## Становништво
Према резултатима пописа становништва 2011. у општини је живело 4.078 становника.
| 1931. | 1936. | 1951. | 1961. | 1971. | 1981. | 1991. | 2001. | 2011. |
| ----- | ----- | ----- | ----- | ----- | ----- | ----- | ----- | ----- |
| 4.573 | 4.547 | 4.658 | 4.636 | 4.279 | 4.049 | 3.945 | 4.131 | 4.078 |